# گچ پلیمری
گچ پلیمری گونه‌ای از گچ ساختمانی است که با توجه به استفاده از افزودنی‌های پلیمری و آهک هیدراته و ماده معدنی پرلیت در ترکیبات آن دارای مزایای قابل توجهی مانند قابلیت استفاده در ماشین‌های گچ پاش، زمان گیرش بیشتر، وزن سبک‌تر و خصوصیات عایق بهتر نسبت به گچ‌های معمولی می‌باشد. از جمله مزایای مهم گچ پلیمری دستی و پاششی بالا بردن سرعت اجرای گچ کاری است. با استفاده از گچ پلیمری دستی حدود ۱۰۰ متر مربع در روز و با استفاده از گچ پلیمری پاششی حدود ۲۵۰ متر مربع در روز میتوان گچ کاری انجام داد.

## تاریخچه
استفاده از ماده معدنی گچ در ساختمان به دلیل خواص مناسب این ماده دارای قدمتی بسیار طولانی بوده و به حدود سه تا چهار هزار سال قبل برمی گردد. رنگ سفید گچ، فراوانی معادن و در دسترس بودن آن در تمام مناطق کره زمین، روش‌های به نسبت آسان پخت و عمل آوری، عایق صوت بودن، دانه بندی ریز و… سبب شده تا این ماده از اعصار قدیم تا کنون جایگاه خود را در ساختمان حفظ کند. در کنار تمامی حسن‌هایی که گچ دارد معایبی نیز به همراه دارد که سبب شده در حال حاضر در دنیا گچ به شکل خام و سنتی گذشته استفاده نشود. معایبی همچون مقاومت بسیار پایین در برابر ضربه و فشار زود گیر بودن و ایجاد محدودیت برای اجرا و همچنین میزان پرت بالا و مهم‌تر از همه مقاومت بسیار پایین در برابر رطوبت که باعث می‌شود گچ زرد شده شوره بزند و ترک بخورد.
از این رو محققین بر آن شدند تا با تغییراتی در پودر گچ کاری معایب آن را حذف کنند و حتی محاسنی به این ماده اضافه کنند. در حدود سال ۱۹۶۵ در کشور کانادا که سهم ۱۰ درصدی از منابع گچ را به خود اختصاص داده تغییراتی در گچ به وجود آمد و در پی آن کشورهای آلمان و ترکیه به تکمیل این تغییرات پرداختند که این امور تا جایی ادامه پیدا کرد که امروزه گچ‌هایی تولید می‌شود که با ۱۲ ماده افزودنی تولید طی فرایندهای متعدد تولید شده که نه تنها معایب گچ سنتی را بر طرف کرده بلکه ویژگی‌های شگفت‌انگیزی به گچ افزوده‌است.

## جایگاه گچ پلیمری در صنعت ساختمان ایران
کشور ایران جایگاه سوم را بعد از کشور چین و آمریکا در زمینه تولید گچ در دنیا به خود اختصاص داده و این در حالی است که کشور ایران سهم بسیار اندکی از تولید گچ پلیمری در دنیا را به خود اختصاص می‌دهد.
به موازات ورود و استفاده از تکنولوژی‌های جدید در صنعت ساخت و ساز در ایران، تولید و استفاده از گچ پلیمری نیز از نیمه دهه ۱۳۸۰ در ایران شروع شده‌است. با توجه به بومی شدن تکنولوژی تولید گچ‌های پلیمری، چنانچه از مواد افزودنی مناسب و نیز فرمولاسیون صحیح تولید استفاده شود، گچ پلیمری تولید ایران از مرغوبترین گچ‌های تولیدی منطقه می‌باشد. با وجود تلاش‌های فراوان در این زمینه هنوز هم به علت نگاه سنتی و عدم ریسک پذیری گچ‌های پلیمری جایگاه خود را در ایران تثبیت نکرده‌است از این رو شاهد هستیم که میزان تولید کارخانجات داخل کشور محدود می‌باشد یا به امر صادرات به کشورهای همسایه می‌پردازند.
البته وجود تحریم‌ها سبب شده تا تأمین مواد اولیه جهت تولید گچ‌های پلیمری در ایران به امری سخت تبدیل شود و به همین خاطر بازار رقابتی در زمینه گچ‌های پلیمری داغ نمی‌باشد.

## ویژگیها
گچ‌های پلیمری طی عملیات‌های پخت، میکرونیزه شدن و اضافه کردن مواد افزودنی همچون پرلیت، مواد سلولزی آهک هیدراته، مواد پلیمری، اسید سیتریک، اسید تارتاریک، هوستاپور و … معایب گچ سنتی را از بین برده و ویژگی‌های جدیدی به گچ افزوده‌است که مهم‌ترین آن‌ها عبارت است از:
1. چسبندگی بسیار زیاد
2. دیر گیر بودن و ایجاد پرت حداقل
3. مقاومت بالا در برابر ضربه و فشار
4. مقاومت بسیار بالا در برابر رطوبت و قابل شست‌وشو بودن
5. چگالی کمتر و حجم بیشتر
6. مقاومت در برابر حرارت و حریق
7. سرعت اجرا بسیار بالا نسبت به گچ کاری سنتی[۴]
8. قابلیت اجرا به صورت پاششی
9. عدم ترک خوردگی
10. اجرای تک مرحله‌ای بدون نیاز به گچ و خاک

این ویژگی‌ها سبب شده تا در برخی موارد گچ‌های پلیمری جای سیمان سفید را بگیرند و مقرون به صرفه تر باشند. بهای گچ‌های پلیمری در مقایسه با گچ‌های سنتی به‌طور تقریبی در حدود ۳ الی ۴ برابر بیشتر است لیکن با توجه به نسبت مصرف حدود دو سوم در قیاس با گچ معمولی در سطوح مورد استفاده و مزایای سبک‌وزن و عایق بودن، بخش زیادی از این قیمت بالای این کالا توجیه اقتصادی پیدا می‌کند. اجرای گچ‌های پلیمری چه به صورت دستی و چه به صورت پاششی به علت دیر گیر بودن سرعت گچ کاری را به میزان قابل توجهی افزایش می‌دهد که این میزان در حالت پاششی به ۲ الی ۴ برابر سریعتر از گچ کاری سنتی می‌رسد.

## استانداردها
استانداردهایی در داخل و خارج از کشور برای گچ‌های پلیمری تعریف شده‌است که به مراتب استاندارد داخلی سهل الوصول تر از استانداردهای اروپا(TS EN 13279-1) می‌باشد با این حال هر دوی این استانداردها اجرای صحیح گچ را تضمین می‌کند و تفاوت در کیفیت و طول عمر محصول می‌باشد.

### استانداردهای ملی ساختمان
- استاندارد شماره ۲۶۹: ویژگی‌ها و روش آزمون گچ ساختمانی
- استاندارد شماره ۱۱۶۱: سقف پوش گچی
- استاندارد شماره ۲۷۸۵: ویژگی‌های گچ قالب‌سازی
- استاندارد شماره ۲۷۸۶: قطعه‌های پیش‌ساخته دیوارهای گچی
- استاندارد شماره ۵۰۲۹: روش‌های آزمون شیمیایی گچ‌های ساختمانی
- استاندارد شماره ۵۰۳۰: ویژگی‌های سنگ گچ
- استاندارد شماره ۵۰۳۱: ویژگی‌های گچ استریش
- استاندارد شماره ۵۰۳۲: ویژگی‌های بتن گچی
- استاندارد شماره ۵۰۳۳: ویژگی‌های سنگدانه‌های معدنی مورد به‌کارگیری در گچ ساختمانی
- استاندارد شماره ۵۴۸۱: روش آزمون فیزیکی گچ پلاستر
- استاندارد شماره ۵۴۸۲: روش‌های آزمون گچ‌های ساختمانی[۷]